# Mielichhoferia andina
Mielichhoferia andina là một loài rêu trong họ Bryaceae. Loài này được Sull. mô tả khoa học đầu tiên năm 1859.

## Mô tả
- Rêu tản: Mielichhoferia andina là một loài rêu tản, có nghĩa là nó mọc thành các đám rêu mỏng, phẳng trên mặt đất.
- Thân: Thân rêu mảnh, phân nhánh, dài tới 5 cm.
- Lá: Lá rêu hình bầu dục, thuôn dài, mép lá nguyên. Lá có màu xanh lục, hơi vàng.
- Túi bào tử: Túi bào tử hình trụ, dài tới 1 cm. Nắp túi bào tử hình chóp.

## Phân bố
- Mielichhoferia andina phân bố chủ yếu ở các khu vực núi cao Nam Mỹ, bao gồm:
  - Argentina
  - Bolivia
  - Chile
  - Colombia
  - Ecuador
  - Peru
  - Venezuela

## Sinh thái
- Mielichhoferia andina thường mọc ở những khu vực ẩm ướt, râm mát, trên đá hoặc vỏ cây.
- Cây ưa thích khí hậu mát mẻ, nhiều sương mù.
- Cây có khả năng chịu được điều kiện khắc nghiệt, như nhiệt độ thấp và độ ẩm cao.